# هيلاري تومسون
هيلاري تومسون (بالإنجليزية: Hilary Thompson)‏ هي ممثلة أمريكية، ولدت في 2 مارس 1949.

## وصلات خارجية
- هيلاري تومسون على موقع IMDb (الإنجليزية)
- هيلاري تومسون على موقع تيرنر كلاسيك موفيز (الإنجليزية)
- هيلاري تومسون على موقع إن إن دي بي (الإنجليزية)
- هيلاري تومسون على موقع قاعدة بيانات الفيلم (الإنجليزية)